# Бен и Тан
Бен и Тан је дански музички дуо, требало је да представљају Данску на Песми Евровизије 2020,али је она отказана због пандемије ковида 19.

## Историја
Чланови су Бењамин Росенбохм и Тане Балцелс. Бењамин је рођен у 3. јуна 2002. године у Берлину, од оца Малгаша и мајке Немице, као дете преселио се у Данску. Тане је рођена 15. јануара 1998. године у Барселони, од оца Шпанца и мајке Данкиње, касније се преселила у Данску.
Године 2019. године обоје су учествовали у дванаестој сезони такмичења Икс фактор и постали су дуо након завршетка емисије.
Тане је, као део женске групе Echo, прошла у полуфинале, али је елиминисана пошто је група добила најмање гласова публике, завршивши такмичење на четвртом месту.
Розенбом је стигао до финала где је извео три песме, завршио је на другом месту иза Кристијана Кјерлунда.
Дана 7. марта 2020, Росенбохм и Тане су били један од 10 извођача који су учествовали на  годишњем музичком такмичењу одржаном у Данској за бирање представника за Песму Евровизије. Пар је победио са својом песмом „Yes“, добивши 61% гласова, те је требало да представља Данску на Песми Евровизије.
Европска радиодифузна унија је 18. марта 2020. године објавила отказивање Песме Евровизије 2020. због неизвесности око ширења корона вируса широм Европе.
Дуо је поново покушао да учествује на Евровизијии пријавио се за национална такмичења у Данској и Шведској, али је предложена песма одбијена у обе земље.

## Дискографија

### Синглови
| Назив           | Година |
| --------------- | ------ |
| "Yes"           | 2020.  |
| "Summer Nights" | 2020.  |
| "Hallelujah"    | 2020.  |
| "Iron Heart"    | 2021.  |